# Maripili y Gustavito, todavía sin pisito
Mari Pili y Gustavito todavía sin pisito es una serie de historietas creada por Ángel Nadal para el semanario "Sissi" en 1958. Narra la historia de Maripili y su novio y prometido Gustavito, que tienen intención de casarse; buscan un piso para desarrollar su vida conjunta, y todos sus esfuerzos infructuosos.

## Trayectoria editorial
Maripili y Gustavito todavía sin pisito apareció por primera vez en el número 1  de la revista femenina "Sissi", convirtiéndose en una de las más populares de la publicación. Compartía su tono medianamente crítico con Nuestra tía Enriqueta o Margarita Gutiérrez de Jorge.

## Estilo
Con esta serie, Nadal puso en práctica una técnica novedosa dentro de la Escuela Bruguera: La mezcla de tinta con agua para conseguir distintas tonalidades de gris.

## Valoración
Testimonio de la realidad matrimonial durante el Franquismo, al igual que otra series del mismo autor, como Casildo Calasparra (1948) y Matildita y Anacleto (1954), Maripili  y Gustavito destaca por su trazo fluido y su delicioso humor.